# 小沢まどか
小沢 まどか（おざわ まどか、1978年3月3日 - ）は、日本の元AV女優。北海道江別市出身。イオンプロモーション所属。1996年にデビューした。

## 略歴
1996年にグラビアデビューし、英知出版系の雑誌やイメージビデオに出演。同年12月に宇宙企画（メディアステーション）より『純愛』でAVデビューした。
宇宙企画とh.m.pを中心に、各社の人気シリーズに出演し、2000年にレンタル市場から引退するまでに、AVだけで30本を超える主演作品を残した。ビデ倫メーカーでの作品は全て擬似本番だった。
引退後1年余りが経った2001年9月、『新・小沢まどか』（MOODYZ）でAVに復帰、初の本番作品に出演した。
2004年4月にリリースされた『さよならが言いたくて…』を最後に、AVでの活動から引退した。
2007年5月24日に公式ブログが開設された。

## 人物
デビュー作「純愛」のパッケージには、出身地:東京都となっている。
趣味:音楽鑑賞。映画鑑賞、ゴルフ。ピアノ演奏とカラオケ。
特技:ピアノ、バスケットボール、テニス。
性格:明るくて元気。真面目でお人好し。
夢:優しい人のお嫁さん。幸せな結婚。
好きなタイプ:一緒に遊んでくれる人。

## 作品

### アダルトビデオ
1996年
- 純愛（12月25日、宇宙企画）- デビュー作

1997年
- 18 Dreams（1月31日、宇宙企画）
- 抱きしめたい（2月28日、宇宙企画）
- おしめり手帖 7（3月30日、宇宙企画）…共演：相原リサ、中村美由紀
- 天使のエクスタシー（4月20日、宇宙企画）
- 愛欲人形（5月18日、宇宙企画）
- 女学生の園 4（6月22日、宇宙企画）…共演：井上あいり 他
- 発禁エロス（7月13日、宇宙企画）
- ラストショー（8月10日、宇宙企画）
- 宇宙企画 '97 DELUXE（10月5日、宇宙企画）
- 新生 小沢まどか セカンドヴァージン（10月31日、ティファニー）
- ミルク色のイブ（11月29日、ティファニー）
- ペッティング・ハニー（12月21日、h.m.p/10ビデオ）＊「新生 小沢まどか」を再編集したもの
- レイプではじまる恋もある（12月30日、ティファニー）…共演：真木いづみ

1998年
- 秘蔵（1月13日、宇宙企画）
- ぷるぷるファンタジア おしゃぶりアイドル絶頂6連発（1月23日、ティファニー TTF-001）全6名
- 放課後のおしゃぶり 青春ハレンチ（1月29日、エイトマン）…共演：三咲まお、石川麻矢、水樹ひかり 全4名
- やりすぎ家庭教師 9（2月28日、ミス・クリスティーヌ TMC-004）
- 巨乳女子校生 こちらSEX捜査本部（3月27日、h.m.p/エイトマン）…共演：若菜瀬奈、七瀬あゆみ、有賀美穂 他 全7名
- ザ・カゲキ（4月23日、SAMM）
- 純愛（5月16日、宇宙企画）- DVD版
- 小沢まどかのうらの裏（5月30日、SAMM）[9]
- 小沢まどかのエッチ100連発!（6月1日、h.m.p）＊「ザ・カゲキ」を再編集したもの
- 禁断症状 小沢まどか（6月30日、SAMM）
- 全部見せます!（7月25日、h.m.p）
- まどかの探偵物語 ファイル1 赤い薔薇のレイプ事件（7月31日、h.m.p/エイトマン）…共演：寺田農 、三咲まお、牧本千幸 他
- エレクトアイドル BEST8 Vol.2（8月1日、h.m.p）…他出演：三咲まお、若菜瀬奈、鈴木くるみ 他 全8名
- 18 Dreams 小沢まどか（8月8日、宇宙企画）- DVD版
- 美人女医 小沢まどか（8月31日、ミス・クリスティーヌ）
- まどかの探偵物語 ファイル2 惨殺女子校生・甦る殺人鬼（9月30日、h.m.p/エイトマン）…共演：瞳リョウ、つかもと友希 他
- 口全ワイセツ 26（9月30日、SAMM）
- ザ・リアル（10月31日、SAMM）
- スーパーおしゃぶりビデオ 小沢まどか編（11月5日、h.m.p）
- 美人妻・小沢まどか（11月30日、ミス・クリスティーヌ）
- 私小説 小沢まどかを愛する人へ…（12月30日、SAMM）

1999年
- 美人女医 小沢まどかの性感クリニック（1月15日、h.m.p/10ビデオ）＊「美人女医 小沢まどか」を再編集したもの
- 抱きしめたい（1月23日、宇宙企画）- DVD版
- 誘惑スチュワーデス（2月28日、ミス・クリスティーヌ）
- やりすぎ女教師 9（3月10日、h.m.p/10ビデオ HTV03-66）＊「やりすぎ家庭教師 9」を再編集したもの
- ザ・カゲキ 2（3月21日、h.m.p）
- 遺書 小沢まどか（3月31日、SAMM）
- NEO出血大制服 50（4月20日、アトラス21）
- AVアイドル伝説 小沢まどか（5月20日、アトラス21）
- FUCK 6（5月22日、h.m.p）…他出演：よしい美希、つかもと友希、山口ナオミ 他 全6名
- 小沢まどかの変態美人妻（5月22日、h.m.p）＊「美人妻・小沢まどか」を再編集したもの
- 女尻 小沢まどか（6月25日、アリスJAPAN KA-1933）VHS
- 淫華乱舞（7月6日、バズーカ BZ-21）VHS …共演：つかもと友希
- 女学生通信 DELUXE（7月24日、宇宙企画）…他出演：稲葉めい、吉川千秋、井上あいり 他 多数出演
- まどかの探偵物語 ファイル1 濃縮版（8月7日、h.m.p GRV01-7）…共演：寺田農 、三咲まお、牧本千幸 他
- 逆ソープ天国 小沢まどか（8月20日、アリスJAPAN/バビロン）
- スーパーBIG 2 小沢まどか・水野はるき（8月22日、笠倉出版社）
- ペロペロおくちFUCKER! むしゃぶりアイドル生連発!（8月25日、h.m.p）…他出演：山口ナオミ、三咲まお 他 全6名
- そっと優しく囁いて 小沢まどか 三咲まお（9月2日、h.m.p HODV-00017）
- 秘蔵PLUS 小沢まどか（9月4日、宇宙企画）
- 堕天使X 小沢まどか（9月10日、バズーカ BZ-26）VHS
- まどかの探偵物語 ファイル2 濃縮版（9月11日、h.m.p HRV01-27）…共演：瞳リョウ、つかもと友希 他
- 忘れていた場所（11月11日、ムーディーズ MDI-73）VHS
- 小沢まどかの誘惑スチュワーデス（11月13日、h.m.p/10ビデオ）＊「誘惑スチュワーデス」を再編集したもの
- どっぴゅん!コスチューム8連発! 4（11月21日、ミス・クリスティーヌ）…他出演：沢山涼子、天宮かのん 他 全8名
- Vアダルトシネマ 濡れ場総集編（11月30日、h.m.p）…他出演：三咲まお、瞳リョウ 他
- 大全集 1 小沢まどか（12月16日、h.m.p HMP-007）VHS
- 淫華乱舞（12月25日、宇宙企画 MDK-003）DVD …他出演：矢沢ようこ、水谷あみ、つかもと友希  ＊「淫華乱舞／小沢まどか・つかもと友希」「淫華乱舞／矢沢ようこ・水谷あみ」を再編集したもの
- 堕天使X 小沢まどか（12月25日、宇宙企画 MDV-012）- DVD版

2000年
- 小沢まどか大全集 1（1月21日、h.m.p HODV-00043）DVD ＊「私小説」「遺書」を収録
- コスプレ淫乱ドール（2月20日、アトラス21）
- 実録 小沢まどか（2月25日、SAMM）
- 女尻 小沢まどか（2月25日、アリスJAPAN DV-019）- DVD版
- AV男優 加藤鷹大全集（3月4日、h.m.p）…他出演：小室友里、白石ひとみ、麻宮淳子 他 全6名
- コスプレアイドル Best8 Vol.2 レイプ編（3月11日、h.m.p）…他出演：小室友里、椎名みお、吉井美希、星野杏里 他 全8名
- NEO 出血大制服 スーパーコレクション 7（3月15日、アトラス21）…他出演：高岡なつき、可愛あずさ、金沢文子 他 全7名
- 宇宙企画 2000 GOLD（3月25日、宇宙企画）…他出演：美里真理、田所裕美子、竹下ゆかり、小森愛 他 全10名
- レクイエム 最終章（4月25日、SAMM）- 引退作品
- やりすぎ家庭教師スペシャル 3（5月22日、ミス・クリスティーヌ）…他出演：よしい美希、白石ことこ、池乃内るり、宝生奈々 全5名
- 抱きしめたい 廉価版（5月27日、宇宙企画）
- 口唇美人 2 官能淫らな舌使い（6月28日、メディアバンク）…他出演：金沢文子、小沢まどか、小室友里 他 全16名
- Lovely 小沢まどか（7月7日、芳友舎J）
- 裏宇宙企画BLACK（7月9日 VHS、2001年6月22日 DVD、宇宙企画）…他出演：沢田舞香、逢野まや、小川明日香 他 全10名
- 女尻CLIMAX 4th（7月14日、アリスJAPAN）…他出演：雛乃つばめ、つかもと友希、本城小百合、可愛あずさ 全5名
- 極 口全ワイセツ カウントダウンスペシャル（7月21日、h.m.p）…他出演：樹まり子、小室友里、美里真理、麻宮淳子 他 多数出演
- アトラス MEGA MIX 1 極上の女神たち（8月11日、アトラス21 A00-081）VHS …他出演：桜樹ルイ、城麻美、麻生早苗、若菜瀬奈 他 全18名
  - アトラス MEGA MIX 1 極上の女神たち（2015年8月31日、アトラス21 AVD-051）DVD 全18名
- 逆ソープ天国（8月25日、アリスJAPAN）- DVD版
- AV2000 Vol.1（8月25日、メディアバンク）…他出演：三浦あいか、みなみありす  他 多数出演
- 逆ソープ天国 貸切スペシャル 4（9月15日、アリスJAPAN）…他出演：金沢文子、川村理沙、桜井風花、宝生奈々 全5名
- アトラスMEGA-MIX 極上の女神たち（9月26日、アトラス21 AVD-035）DVD …他出演：しいな純菜、岡崎美女、可愛あずさ、桂木麻也子 他 全18名
- 宇宙企画2000 BOX PREMIUM（9月30日、宇宙企画）…他出演：鈴木麻奈美、金沢文子、かわいさとみ 他 全20名
- 堕天使X SPECIAL（10月8日 VHS、11月25日 DVD、宇宙企画）…他出演：金沢文子、沢田舞香、つかもと友希 他 全5名
- セブンVOL.4 ～七つの刻の物語～（10月21日、h.m.p）…他出演：金沢文子、清水かおり、山口ナオミ 他 全7名
- 愛蔵版・小沢まどか（11月7日、h.m.p）
- AV SUPER Vol.1 小沢まどか 鈴木麻奈美（11月24日、デジタルドリームデベロップメント）

2001年
- Tiffany 20 flowers ティファニー伝説の20人（1月22日、ティファニー LTF-001）…他出演：夕樹舞子、小室友里、三咲まお 他 全20名
- 純愛 廉価版（1月27日、宇宙企画）DVD
- 女尻クライマックス 3（2月23日、アリスJAPAN）…他出演：本城小百合、可愛あずさ、雛乃つばめ、牧本千幸 全5名
- NEO 出血大制服 完全版 3（3月13日 VHS、5月18日 DVD、アトラス21）…他出演：金沢文子、小室友里、鈴木麻奈美、麻宮淳子 他 全21名
- NEO 出血大制服 EX（3月23日、アトラス21）…他出演：可愛あずさ、三田友穂、金沢文子 全4名
- アイドル伝説 金沢文子・小沢まどか（4月1日、メディアックス）
- コスプレAVアイドル50連発! カウントダウン・スペシャル!（4月22日、ミス・クリスティーヌ）…他出演：鮎川あみ、森野いずみ、川村理沙 他 全50名
- TIFFANY BEST THE FLOWERS（6月21日、ティファニー）…他出演：森高千春、星野くるみ、鮎川あみ、白石ひとみ 他 全25名
- 東京／香港OL不倫事情（7月6日、JVD）＊香港映画「東京／香港OL不倫事情」のビデオ版
- 逆ソープ天国 スペシャルエレクト 3（7月19日、アリスJAPAN）…他出演：金沢文子、宝生奈々、桜井風花、川村理沙 全5名
- AVアイドル潮吹き120分!（7月27日、h.m.p）…他出演：葵みのり、麻生早苗、若菜瀬奈 他 全10名
- バニー（7月27日、メディアバンク）…他出演：三浦あいか 他
- コスプレ道 弐ノ巻（8月7日、ビデオバンク）…他出演：乃坂ユミ
- 桃艶かぐや姫 2 まどかの絶頂七変化（8月17日、h.m.p）…他出演：小室友里
- Venus Re-mix Vol.1（8月24日、アルタ）…他出演：遠野ゆき美、宮澤ゆうな、しいな純菜 他 全6名
- 新・小沢まどか（9月15日 DVD、11月1日 VHS、Imperial）
- 潮吹き娘。22人大噴射スペシャル（9月29日、宇宙企画）…他出演：上原あやか、宝来みゆき、葵みのり、水野はるき、小野寺沙希 他 全22名
- インディーズ宣言 小沢まどか（10月1日 VHS、10月15日 DVD、ムーディーズ/Imperial）
- Sweet バニーCLUB（11月13日、アトラス21）…他出演：若菜瀬奈、可愛あずさ、水谷リカ、三浦あいか 他 全16名
- 忘れていた場所（11月15日、ムーディーズ MDID-073）DVD
- プライベートセックス（12月1日 VHS、12月15日 DVD、ムーディーズ/Imperial）
- 18Dreams 廉価版（12月21日、宇宙企画）
- おしゃぶりギャル32人 コスプレ120分（12月22日、h.m.p）…他出演：星野ひかる、鮎川あみ、深田美穂 他 全32名
- ベッドルーム BEST OF 「ザ・リアル」（?、h.m.p HRDV-10002）…他出演：鮎川あみ、鈴木麻奈美 他

2002年
- 凌辱レイプ 女教師聖職の懺悔（1月1日 VHS、1月15日 DVD、ムーディーズ/Imperial）
- 箱の中の女 小沢まどか（2月1日 VHS、2月15日 DVD、ムーディーズ/Imperial）
- 最高のオナニーのために 21世紀オナニー（3月1日 VHS、3月15日 DVD、ムーディーズ/Imperial）
- いじめっ娘。 小沢まどか（4月1日 VHS、4月15日 DVD、ムーディーズ/Imperial）
- 潮吹き娘。22人大噴射スペシャル（4月26日、宇宙企画）…他出演：葵みのり、小早川まりん、井上詩織 他 全22名
- 大制服プレミアム 制服美女12人Mix（5月21日、ビデオバンク BNDV-20019）…他出演：三咲まお、白石みゆき、吉川みなみ 他 全12名
- 下町混浴銭湯物語（6月15日、ムーディーズ/Imperial）…他出演：橋本杏子、林由美香
- A.I. ATLAS INTEGRAL（6月21日、アトラス21）…他出演：しいな純菜、ひろせまなつ、みなみありす、葵みのり 他 全50名
- negative 小沢の裏側、彼女の表側（7月15日、ムーディーズ/Imperial）
- 狂おしいほど…まどか好き（8月15日、ムーディーズ/Imperial）
- 可愛いお口でピュー（8月21日、h.m.p）…他出演：星野ひかる、夢野まりあ、加納瑞穂 他 全32名
- 潮吹きアイドル全員集合!（9月10日、h.m.p）…他出演：音羽しおん、雛乃つばめ、麻生早苗 他 全7名
- ニューAVパラダイス（9月15日、ムーディーズ）…他出演：琴野まゆ、高杉あこ 他 多数出演
- コスプレジャック 秘蔵レイプコレクション（10月10日、ビデオバンク）…他出演：矢沢ようこ、小室友里 他 全8名
- SUPER 制服大図鑑4時間DX（10月25日、メディアバンク）…他出演：新山愛里、後藤まみ、瞳リョウ、琴野まゆ 他 全20名
- デジタルモザイク Vol.006（11月1日、KILLER）
- 絶頂クライマックス スペシャル（11月1日、ムーディーズ）…他出演：相原夏海、青木絵里、朝倉まりあ、安里祐加 全23名
- 小沢まどか BEST FUCK（11月10日、ビデオバンク）＊「小沢まどかのうらの裏」「禁断症状 小沢まどか」を収録
- Atlas Adult Actress Vol.3 17人の謝激祭（11月12日、アトラス21）…他出演：みなみありす、葵みのり、可愛あずさ、三田友穂 他 全17名
- Back! Hip! Fuck!（11月15日、ムーディーズ）…他出演：水島彩、宝来みゆき、深田美穂、星川みなみ 他 多数出演
- SUPER ナース大図鑑4時間DX（11月15日、メディアバンク）…他出演：鮎川あみ、桜井風花、椎名真希 他 全20名
- やりすぎ家庭教師 秘密…（11月21日、ビデオバンク）…他出演：持田薫、鮎川あみ、深田美穂 他 全6名
- Do You Wanna Fuck? 小沢まどか（12月1日、ムーディーズ）
- 有名単体女優25人のオナニーばっかり集めました。（12月15日、ムーディーズ）…他出演：夕樹舞子、聖さやか、鈴木麻奈美、金沢文子 他 全25名
- 和の誘い（12月15日、ムーディーズ）…他出演：上原里香、新山愛里、小泉麻由 他 全8名
- AV20年史 Deluxe 2（12月20日、FIVE STAR）…他出演：浅倉舞、飯島愛、山咲あかり 他 全100名

2003年
- アンタのぶっ放してよ（1月1日 VHS、5月15日 DVD、ムーディーズ）
- ゴージャスオナニー Deluxe（1月24日、Five Star）…他出演：飯島愛、小室友里、美里真理 他 全40名
- ハーレムナイト 小沢まどかの超高級風俗嬢（2月1日、Legend MDLD-001）
- 宇宙企画 Debut Collection 1 A級アイドル誕生の瞬間（2月28日、宇宙企画 MDS-123）…他出演：友崎りん、小早川まりん、香坂ゆかり、里中あやか 他 全20名
- Angel 小沢まどか（3月8日、アイデアポケット）
- 宇宙企画 Debut Collection 星（3月28日、宇宙企画）…他出演：香坂ゆかり、水森かずは、岡田りな、みさき理絵 他 全10名
- スーパーヒロインレイプ 遺伝子の悲劇（4月8日、死夜悪）
- ムーディーズ女優コレクション 2（4月15日、ムーディーズ MDED-066）…他出演：安里祐加、岡崎美女、岡田りな、琴野まゆ 他 全20名
- 堕天使X 4時間DX（4月25日、宇宙企画）…他出演：沢田舞香、金沢文子、つかもと友希、清水かおり 他 全20名
- 癒しのまどか・涙のまどか（5月1日、ムーディーズ/Legend MDLD-035）
- ハーレムナイト 小沢まどか（5月15日、ジーオーティー KMZT-063）
- おっぱい1000個コレクション（5月15日、ムーディーズ）…他出演：岡田りな、恵美梨、山咲あかり、秋本優奈 他 多数出演
- 下半身超アップの世界 3 小沢まどか（6月1日、ムーディーズ/Legend）
- ハメ撮り BEST（6月1日、ムーディーズ MDED-081）…他出演：聖さやか、後藤えり子 他 全11名
- 超-股間アップの世界（6月15日、ムーディーズ MDED-081）…他出演：渡瀬晶、岡田りな 他 全23名
- フェラチオBEST 2（7月1日、ムーディーズ）…他出演：及川奈央、宝来みゆき 他 多数出演
- やりすぎ家庭教師 Complete!（7月18日、ミス・クリスティーヌ）…他出演：西田美沙、長谷川瞳、鮎川あみ、深田美穂 他 全21名
- Wild Thing 9（8月8日、桃太郎映像出版 WID-42）DVD
- ディープキス BEST（9月15日、ムーディーズ）…他出演：叶結香里、及川奈央、苺みるく、春日みゆき 他 多数出演
- Angel Premium 6（10月8日、アイデアポケット）…他出演：安来めぐ、川村智花、堤さやか、綾瀬ルリ 全20名
- ハメ撮り4時間BEST（10月16日、ジーオーティー KMZT-093）…他出演：紋舞らん、音崎徇、深田涼子 他 全11名
- フェラチオデジタルモザイク11連発!（11月1日、ムーディーズ）…他出演：南波杏、及川奈央、藤森エレナ 他 全11名
- B★Jean 20 (Vol.96)（11月7日、桃太郎映像出版）
- 女教師 BEST（11月15日、ムーディーズ）…他出演：長谷川瞳、小泉キラリ 他 全6名
- My Play Thing 悩殺エンジェル（12月5日、桃太郎映像出版）
- まんぐり返し BEST（12月15日、ムーディーズ）…他出演：あづき美由、うさみ恭香、デヴィ、安来めぐ 他 全37名

2004年
- 最高のオナニーのために BEST 21世紀オナニー（1月1日、ムーディーズ）…他出演：安里祐加、岡田りな、黒崎扇菜 他 全6名
- 犯された女たち 2 レイプ・セレクション（1月1日、ムーディーズ）…他出演：及川奈央、苺みるく、彩名杏子 他 全6名
- 女子校生4時間（1月1日、ムーディーズ）…他出演：安来めぐ、笠木忍、黒崎扇菜、新山愛里、堤さやか 他 全10名
- Angel 女子校生セレクション（1月8日、アイデアポケット）…他出演：苺みるく、春日みゆき、小枝ヒカル、新山愛里 他 全14名
- コールガール（2月8日、ティッシュ）
- デジタルモザイク BEST（2月10日、ムーディーズ）…他出演：及川奈央、新山愛里 他 全6名
- 小沢まどか BEST（2月15日、ムーディーズ）＊「新 小沢まどか」「インディーズ宣言」「忘れていた場所」「プライベートセックス」「女教師聖職の懺悔」「箱の中の女」を収録
- NEO 出血大制服ノーカット Vol.10 美乳selection（2月27日、アトラス21 BVD-031）…他出演：白石ことこ、広末奈緒、後藤まみ 他 全4名
- 宇宙企画 Memorial 1（3月19日、宇宙企画）＊「天使のエクスタシー」「愛欲人形」「発禁エロス」を収録
- 小さなおっぱい BEST（4月1日、ムーディーズ）…共演：うさみ恭香、苺みるく、大空あすか、鈴木麻奈美 他 全7名
- 死夜悪THE BEST 32 女豹DX（4月8日、アタッカーズ）…他出演：及川奈央、寺尾佑理、小室友里 他 全5名
- Angel 特濃ザーメンセレクション 2（4月8日、アイデアポケット）…他出演：深芳野、小泉麻由、日向あみ、星野桃 他 全15名
- さよならが言いたくて… 小沢まどか（4月30日、桃太郎映像出版）…他出演：三咲まお 他 - 引退作
- Back! Hip! Fuck! 3（4月30日、ムーディーズ）…他出演：橘未稀、金沢文子、苺みるく、長瀬愛 他 全20名
- マンすじ BEST（5月1日、ムーディーズ）…他出演：吉永ゆりあ、橘未稀、金沢文子、黒崎扇菜 他 全15名
- 清純派美少女 Best（5月15日、ムーディーズ）…他出演：小泉キラリ、大空あすか、沢口あすか、南波杏 他 全12名
- 宇宙企画 Memorial 2（5月21日、宇宙企画）＊「純愛」「18Dreams」「抱きしめたい」を収録
- 口全ワイセツBEST［Ⅰ］（5月21日、h.m.p）…他出演：長谷川瞳、安倍なつき、鮎川あみ 他 全21名
- ソープ嬢 BEST（6月1日、ムーディーズ）…他出演：吉永ゆりあ、金沢文子、森高千春、水野彩香、苺みるく 他 全7名
- ボンデージ BEST（6月15日、ムーディーズ）…他出演：渡瀬晶、南波杏、吉永ゆりあ 他 全6名
- 口全ワイセツ BEST 4時間（7月10日、ビデオバンク）…他出演：三田友穂、樹まり子、小室友里 他 全42名
- 手コキ足コキ BEST（7月15日、ムーディーズ）…他出演：春菜まい、南波杏、小泉キラリ、金沢文子 他 全10名
- 宇宙企画 Memorial 3（7月16日、宇宙企画）＊「ラストショー」「秘蔵」「堕天使Ｘ」を収録
- 小沢まどか BEST 2（8月15日、ムーディーズ）＊「デジタルモザイク」「最高のオナニーのために」「いじめっ娘」「下町混浴銭湯物語」「negative」「狂おしいほどまどか好き」を収録
- ATLAS TWENTY ONE（8月20日、アトラス21）…他出演：小林ひとみ、あいだもも 他  全60名
- ATTACKERS ANTHOLOGY 2003年総集編（10月8日、アタッカーズ）…他出演：橘未稀、杏野るり 他 多数

2005年
- バイブ BEST（1月1日、ムーディーズ）…他出演：デヴィ、橘未稀、琴野まゆ、金沢文子、小泉キラリ、南波杏 他 全19名
- デジタルモザイク 挿入部ばかり集めました!（2月1日、ムーディーズ）…他出演：長谷川瞳、鈴木麻奈美、星野桃、筒見友、白石ひより 他 全15名
- 死夜悪アンソロジー 7（4月8日、アタッカーズ）…他出演：春菜まい、長瀬愛、長谷川瞳、鈴木麻奈美 他 多数出演
- AVアイドル・メモリアル 憧れのコスプレFUCK5連発（10月24日、h.m.p）…他出演：天宮かのん、高宮りこ、森村なつみ、本上いずみ 全5名
- 拘束SEXマニア（10月31日、h.m.p）…他出演：COCOLO、金沢文子、桜井彩美、長谷川瞳 他 全12名

2006年
- 桃太郎 The BEST 8 1人エッチサポーター？ヌけるわよ！私達（4月20日、桃太郎映像出版）…他出演：愛葉亜希、彩名杏子、長瀬愛、日高マリア 他 全22名
- SUPERエロエロ大図鑑 3枚組12時間99人SEXしっぱなし（4月28日、メディアバンク）…他出演：新山愛里、後藤まみ 他 全99名
- 小沢まどか HISTORY（8月28日、アトラス21）＊「NEO出血大制服」「AVアイドル伝説」を収録
- ザ・バイブBomb! 4時間（9月10日、h.m.p/ビデオバンク）…他出演：倖田梨紗、叶樹梨、水嶋友穂 他 全18名
- 小沢まどか PREMIUM BOX（12月7日、アウトビジョン）

2007年
- 小沢まどか PREMIUM BOX 2（1月25日、アウトビジョン）
- 絶対本番DX 小沢まどかBEST（2月1日、ムーディーズ）
- ハイパーデジタルモザイク 小沢まどか（2月1日、ムーディーズ）
- バイブマニア（2月25日、h.m.p）…他出演：倖田梨紗、金城アンナ、水嶋友穂、滝沢優奈 他 全12名
- S級女優 フェラチオ 4時間20人（5月7日、アウトビジョン）…他出演：及川奈央、小泉麻由、紋舞らん 他 全20名
- あのアイドルがスーパークリア新基準モザイクで甦る（6月10日、h.m.p/ビデオバンク BNDV-450）
- 小沢まどか 型抜きホール（7月7日、アウトビジョン）
- 小沢まどか 型抜きホール 2（8月7日、アウトビジョン）
- AVアイドル28人の秘密 4時間 Vol.3（8月25日、h.m.p）…他出演：安倍なつき、星野ひかる、氷高小夜、矢沢ようこ 他 全28名
- あのアイドルがスーパークリア新基準モザイクで甦る 小沢まどか 前編（8月25日、h.m.p HRDV-574）
- AVアイドル伝説Special（9月1日、A-BOX）…他出演：葵みのり、可愛あずさ、鈴木麻奈美 他 全6名
- あのアイドルがスーパークリア新基準モザイクで甦る 小沢まどか 後編（9月21日、h.m.p HRDV-581）
- 衝撃レイプ S級女優12人が犯された!（10月7日、アウトビジョン）…他出演：結城杏奈、小早川まりん、森野いずみ 他 全12名
- 小沢まどかのエロ探偵物語（10月31日、ビデオバンク）＊「まどかの探偵物語 ファイル1」「まどかの探偵物語 ファイル2」を収録
- 巨乳学園 ～オッパイいっぱいの放課後～（10月31日、ビデオバンク）＊「巨乳女子校生 こちらSEX捜査本部/小沢まどか 他」「はみだし女教師デカ乳系/瞳リョウ 他」を収録

2008年
- アタッカーズアンソロジー 10周年記念SPECIAL 10年の軌跡（2月7日、アタッカーズ）…他出演：及川奈央、小室友里、川浜なつみ 他 多数
- あのアイドルがスーパーリマスターREMIXで甦る 伝説の女優11人（4月10日、h.m.p BNDV-528）…他出演：古都ひかる、星野ひかる、小室友里 他 全11名
- 超人気女優の本気SEX 4時間（5月1日、ムーディーズ）…他出演：及川奈央、小泉キラリ、朝比奈ゆい 他 全12名
- アリスピンクファイル あのピンクファイルで魅せる!小沢まどか（5月9日、アリスJAPAN）
- アリスJAPAN SILVER プロデューサーが選んだ人気女優ベスト20［1986年～2000年］（9月12日、アリスJAPAN）…他出演：及川奈央、椎名舞、朝岡実嶺、小林ひとみ 他 全20名
- あの有名女優の裏映像全てみせます!!8時間スペシャル（9月25日、北都）…他出演：沢口あすか、鈴木麻奈美 他 全14名
- ATTACKERS 女優名鑑（11月7日、アタッカーズ）…他出演：平松ケイ、小室友里、及川奈央 全4名
- 超豪華有名女優のコスプレFUCKコレクション（11月25日、アウトビジョン HWWX-001）全14名
- 宇宙企画 The Complete till 2008 完全限定版（12月26日、宇宙企画）…他出演：かわいさとみ、かわいなつみ、葵みのり 他 全100名

2009年
- 遺伝子の悲劇 1 and 2 完全ノーカット版 小沢まどか 青木玲（6月7日、アタッカーズ）
- 美 おしり 20人（6月7日、桃太郎映像出版）…他出演：松田瞳、佐伯奈々、友田真希 他 全20名
- 最高のオナニーのために大全集vol.1～50 50人50作品夢の8時間（6月13日、ムーディーズ）…他出演：南波杏、彩名杏子、吉岡なつみ 他 全50名
- 超敏感 美微乳20人（6月19日、桃太郎映像出版）…他出演：二宮沙樹、一色れな 他 全20名
- 宇宙企画を彩る気持ちよかったエッチ! breeze編（6月26日、宇宙企画）…他出演：麻倉まみ、及川奈央、吉野サリー、美里真理 他 全10名
- MOODYZ懐かしの名女優コレクション Vol.3 小沢まどか（7月24日、ムーディーズ）
- キスがスキ絡み合う女優50人の唇と舌4時間（8月13日、ムーディーズ）…他出演：及川奈央、彩名杏子、小泉キラリ 他 全50名
- まるごと小沢まどかデラックス（8月19日、桃太郎映像出版）

2010年
- あのアイドルがスーパーリマスターREMIXで甦るTiffany完全ベスト 4時間 Vol.2（2月21日、ビデオバンク）…他出演：浅倉舞、安倍なつき、藤本聖名子 他 全15名
- アリスJAPAN看板シリーズ 女尻 スター女優の美尻たっぷり リモザイク特別盤（3月12日、アリスJAPAN）…他出演：美竹涼子、白石ひとみ、美里真理、細川百合子 他 全22名
- あのアイドルがスーパーリマスターREMIXで甦る SAMM 完全ベスト 4時間 VOL.2（5月21日、ビデオバンク）…他出演：星野ひかる、藤本聖名子、樹マリ子 他 全19名
- アリスJAPAN看板シリーズ 逆ソープ天国 リモザイク特別盤（8月13日、アリスJAPAN）…他出演：黒沢愛、持田薫、小室友里、川浜なつみ 他 全23名
- スターファイル 小沢まどか（8月16日、マキシング）
- 逆輸入 2010年過激無●正映像集ー女優編ー（10月7日、AVマーケット）…他出演：白石ことこ、金沢文子、野坂なつみ、あいだもも 他 全12名

2012年
- 美少女AV女優の頂点 1990年代セレクション（1月7日、オールアダルトジャパン）…他出演：金沢文子、氷高小夜、鈴木麻奈美、矢沢ようこ、三浦あいか、若菜瀬奈 他 全24名
- やりすぎ家庭教師 ミラクルBEST 8時間（2月3日、ビデオバンク）…他出演：小室友里、星野杏里、長谷川瞳、若菜瀬奈 他 全26名
- 制服美少女の殿堂 最上級のAV女優×女子校生（2月13日、オールアダルトジャパン）…他出演：横山美雪、ましろ杏、及川奈央、初音みのり 他 全24名
- 青春の90年代 オールスター夢の共演 8時間（6月1日、h.m.p）…他出演：伊藤真紀、藤本聖名子、憂木瞳、浅倉舞 他 全24名

2014年
- 小沢まどか HISTORY（3月31日、アトラス21）＊「NEO出血大制服 50」「AVアイドル伝説」を収録
- NEO出血大制服 ノーカット VOL.10 美の誘惑selection（8月31日、アトラス21 AVD-023）…他出演：白石ことこ、広末奈緒、後藤まみ 全4名

2015年
- アトラスMEGA MIX 1（8月31日、アトラス21 AVD-051）DVD …他出演：若菜瀬奈、麻生早苗、松本まりな、桜樹ルイ、城麻美 他 全18名

発売年不明
- 潮吹き娘・大集合デリシャス女（h.m.p IRV01-54）VHS

### イメージビデオ
- こすぷれの王国 2（1996年9月27日、英知出版）…他出演：河合るみ 他
- 美少女EROS恋写館 Vol.9 「絶対少女」（1996年11月20日、英知出版）
- Bejean 6（1997年2月20日、英知出版）…他出演：吉田里深、伊藤きらら 他
- Beppin School DX vol.1創刊号（1997年4月30日、英知出版）…他出演：金沢文子 他
- 美少女EROS恋写館 Vol.17「LOVE4 ベストセレクション 2」（1997年6月28日、英知出版）…他出演：相原真由子、浅沼順子、井上詩織
- 美少女EROS恋写館 Vol.18「少女降臨」（1997年6月28日、英知出版）
- 美少女EROS恋写館 Vol.22「少女レモン」（1997年9月25日、英知出版）
- 美少女EROS恋写館 Vol.25「少女の宝石箱」（1997年11月20日、英知出版）
- 写真家会田我路 Making of「ROPE2」（1997年、ホットピクチャーズ HP-08）
- 避暑地の出来事（1997年、ひりゅうビジュアルネットワーク FD-011）
- 美少女EROS恋写館 Vol.32「LOVE4 ベスト3」（1998年3月20日、英知出版）…他出演：吉野サリー、風吹あきら、安藤綾
- ビデオアイドル ヘアーショット 小沢まどか・可愛ゆう（2001年4月19日、フライングドラゴン）＊「避暑地の出来事/小沢まどか」「FRUIT BRANDY/可愛ゆう」を収録 ＊アイドルDVD
- 小沢まどか Memorial（2002年7月17日、バウハウス）＊「絶対少女」「少女降臨」「少女レモン」を収録 ＊アイドルDVD
- LOOK THAT KILL（2003年6月27日、L）
- X-girls + DVD 前編（2004年7月10日、クロスワールド）…他出演：金沢文子、神谷沙織

## 出演

### 映画
- 偸情男女（香港映画）（1997年、金馬娯楽） - 国内では「東京／香港OL不倫事情」の題名でビデオ発売のみ（2001年7月6日、JVD）[10]

### Vシネマ
- ヤンママ(若妻)愚連隊 シリーズ（1997年 - 1998年、ミュージアム、監督：光石富士朗） - 主演・ナナ
  - ヤンママ(若妻)愚連隊（1997年10月21日）[11]
  - ヤンママ(若妻)愚連隊2（1998年6月21日）[12]
  - ヤンママ(若妻)愚連隊3（1998年7月21日）[13]
- 東京夜暴動(ナイトウォーズ) 喧嘩の花道 東京番外篇（1998年5月1日、KSS FILMS、監督：及川中）[14]
- 未成年性犯罪白書（1998年7月1日、ケイエスエス＝ケイエスエス販売、監督：橋口卓明）[15]
- Ｆ．Ｉ．Ｓ．Ｈ．（フィッシュ） 世紀末人形伝説（1998年8月19日、ポニーキャニオン、監督：関顕嗣）[16]
- レイプハンター 連続暴行（1999年6月22日、TMC、監督:友松直之）- 佐藤（看護婦）[17]
- 銀鮫 銀座金融伝説（1999年11月21日、ミュージアム、監督：横井健司） - ミキ[18]
- Crow 眠らない天使たち（1999年12月25日、銀河映像、監督：神野龍太郎）[19]
- ザ・暗黒街 〜リストラ泡地獄（2000年7月31日、銀河映像） - 主演

## 出版

### 写真集
単独
- 小沢まどか写真集 愉快（1996年12月25日発行、撮影：小沢忠恭、英知出版）ISBN 9784754211349
- 小沢まどか写真集 ROPE 2（1997年5月10日発行、撮影：会田我路、ぶんか社）ISBN 9784821121403
- 小沢まどか写真集 素描画の妖精（1997年6月30日発行、撮影：藤田健五、英知出版）ISBN 9784754211578
- 小沢まどか写真集 花色（2001年12月5日発行、撮影：西田幸樹、双葉社）ISBN 978-4575293142
- 文庫サイズ写真集 ポケ恋（2002年8月20日発行、撮影：憂想堂、ぶんか社）ISBN 978-4821124459
- らぶぱらＸＸ―小沢まどかとラブティックしませんか。（2003年1月2日発行、撮影：斉木弘吉、竹書房）ISBN 978-4812410899

その他
- 女性アイドル写真集 NEO LOVE JAPAN 写真家 宮澤正明の愛した女たち 上條明日子・川村千里・可愛手翔・小沢まどか 他（1997年6月10日発行、撮影：宮澤正明、ぶんか社）ISBN 978-4821121472
- 女性アイドル写真集 PHOTO ALBUM 3 厳選美少女63人の永久保存アルバム（1997年12月30日発行、撮影：小沢忠恭、英知出版）ISBN 9784754211844
- 写真集 FRUIT BANANA おいしい美少女コレクション 小沢まどか・持田薫・若菜瀬奈 他（1998年4月7日発行、撮影：山木隆夫、コスミックインターナショナル）ISBN 9784885327285
- 女性アイドル写真集 Wet Lover あなたを惑わす美少女たちはいつだって濡れている 小沢まどか・涼木もも香・井上詩織・京野さおり 他 全10名（1998年10月25日発行、撮影：横山こうじ、司書房）ISBN 978-4812801826
- 女性アイドル写真集 裸小説 星野杏里・小沢まどか・矢沢ようこ・三咲まお・可愛ゆう 他（1998年11月1日発行、撮影：荒木経惟、KKベストセラーズ）ISBN 9784584170755
- 彩裸 S・A・I・R・A 完全撮りおろし大和撫子清純裸体写真集 小沢まどか・森下くるみ・川村千里・吉井美希 他 全7名（1999年6月25日発行、撮影：横山こうじ・西尾和久 他、司書房）
- 野川イサム写真集 超実物大 2 小沢まどか・沢田舞香・麻宮淳子・鈴木麻奈美 他（1999年12月10日発行、撮影：野川イサム、ブックマン社）ISBN 9784893083821
- 女性アイドル写真集 Love Dream 瞳リョウ・小沢まどか・井上詩織 他（2000年1月15日発行、撮影：横山こうじ、桃園書房）ISBN 978-4807832842

### 雑誌
- Bejean 1996年10月号、1997年1月号、3月号、4月号、5月号、6月号、12月号、1998年1月号、5月号、1999年6月号、2002年12月号（英知出版）
- PHOTO SHOT Vol.19（1996年12月30日）、Vol.20（1997年1月25日）、Vol.21（3月5日）、Vol.23（5月5日）、Vol.26（9月10日）、Vol.52（2001年12月25日、英知出版）
- Dr.ピカソ 1997年2月号、1998年1月号（バウハウス）
- ザ・ヒットマガジン 1997年4月号（三和出版）
- '97Media idol Top50（1997年4月5日、英知出版）
- PENTHOUSE SPECIAL 1997年5月号、6月号（ぶんか社）
- PIXIE・17 NUMBER-04（1997年5月20日、バウハウス）
- ビデオボーイ 1997年6月号、11月号、12月号（英知出版）
- URECCO 1997年7月号、9月号、1998年2月号、6月号、11月号、1999年8月号（ミリオン出版）
- PHOTO SHOT SPECIAL(3) '97美少女年鑑 SPECIAL 50+1（1997年8月10日、英知出版）
- デラべっぴん 1997年10月号（英知出版）
- VIRGIN NUDE 3（1998年1月20日、英知出版）
- SUPER GALS NOW VOLUME.99（1998年8月25日、シュベール出版）
- ベストビデオ 1998年9月号、1999年2月号（三和出版）
- マルチボーイ Vol.3（1998年10月1日、メディアックス）
- アップル通信 1998年11月号（三和出版）
- 制服美少女極楽大図鑑（1999年1月20日、三和出版）
- おとこの遊び専科 1999年5月号（青人社）
- COSTUME VIPERS（1999年7月25日、バウハウス）
- 超アップル通信（1999年11月10日、三和出版）
- GOKUH 2000年1月号（バウハウス）